# Epaminondas Jácome

Epaminondas Jácome, Fotografie vermutlich vor seiner Amtszeit

Epaminondas Tito Jácome (* 20. April 1867 in Campo Grande, Rio Grande do Norte; † 29. März 1928 in Natal, Rio Grande do Norte) war ein brasilianischer Politiker und erster Gouverneur des Bundesterritoriums Acre.

## Leben
Epaminondas Jácome, Sohn des Kolonel Luís Florêncio Jácome (1834–1924) und der Jesuína Teodolina Porciúncula, stammte aus der Provinz Rio Grande do Norte. Seine Brüder Pompeu Jácome (1866–1966) und Luiz Florêncio Jácome (1874–1944) waren in Rio Grande do Norte ebenfalls als Politiker tätig. Jácome erlangte einen Doktorgrad in Medizin. 1902 ging er nach Acre und wurde Parteigänger von José Plácido de Castro (1873–1908) im Widerstand gegen den Einmarsch Boliviens in das acreanische Territorium. Acre, erst 1903 durch den Vertrag von Petrópolis brasilianisches Hoheitsgebiet geworden, erlebte zu der Zeit Autonomiebestrebungen und Republikgründungen, als „Veteran“ der Revolução Acriana und Mitglied des Clube Político 24 de Janeiro, benannt nach dem Tag der Ausrufung der Dritten República do Acre, begann er ab 1909 eine aktive Rolle zu übernehmen. Jácome hatte vor seiner Ernennung zum Gouverneur einige städtische und departamentale Verwaltungsposten inne, darunter ab 1910 als Subpräfekt des Departamento do Alto Acre.
Vom 1. Januar 1921 bis 22. Juni 1922 war Epaminondas Jácome der erste Gouverneur des neu geschaffenen Bundesterritoriums Acre. Ernannt wurde er durch den brasilianischen Präsidenten Epitácio Lindolfo da Silva Pessoa. Bei seinem Amtsantritt hatte Acre rund 92.000 Einwohner. Zu seinen Aufgaben gehörte die Schaffung einer zentralisierten Verwaltungsstruktur mit der neuen Hauptstadt Rio Branco (1920: rund 20.000 Einwohner) aus den vier zuvor existierenden regionalen Präfekturverwaltungen der Departamentos, aus denen sich das neue Bundesterritorium zusammensetzte. Wirtschaftlich war das Land durch das Ende des Kautschukbooms betroffen. Sein Nachfolger im Amt wurde Francisco de Oliveira Conde.
Am 24. Mai 1922 führte Gouverneur Jácome während seiner damaligen Amtszeit ein neues Landeswappen ein, nachdem bereits ein Jahr zuvor eine Landesflagge als Staatsinsignie eingeführt worden war.

## Ehrungen
In Rio Branco ist die Avenida Epaminondas Jácome nach ihm benannt, in Xapuri das örtliche Krankenhaus. In der Academia Acriana de Letras war Epaminondas Jácome Namenspatron für den Sitz Nr. 21.